# Cuq (Lot y Garona)
 Cuq  es una población y comuna francesa, en la región de Aquitania, departamento de Lot y Garona, en el distrito de Agen y cantón de Astaffort.

## Demografía
| 277 | 246 | 253 | 257 | 238 | 254 |
| Para los censos de 1962 a 1999 la población legal corresponde a la población sin duplicidades (Fuente: INSEE [Consultar]) |     |     |     |     |     |